# 1962-es Vuelta ciclista a España
Az 1962-es Vuelta ciclista a España volt a 17. spanyol körverseny. 1962. április 27-e és május 13-a között rendezték. A verseny össztávja 2806 km volt, és 17 szakaszból állt. Végső győztes a német Rudi Altig lett.

## Végeredmény
|    | Versenyző              | Csapat              | Idő           |
| -- | ---------------------- | ------------------- | ------------- |
| 1  | Rudi Altig             | St.Raphael-Helyett  | 78 óra 35' 27 |
| 2  | José Pérez Francés     | Ferrys              | 7' 14         |
| 3  | Seamus Elliott         | St.Raphael-Helyett  | 7' 17         |
| 4  | Miguel Pacheco Font    | Kas                 | 10' 21        |
| 5  | Francisco Gabica Billa | Kas                 | 10' 21        |
| 6  | Jean Stablinski        | St.Raphael-Helyett  | 17' 07        |
| 7  | Michel Stolker         | St.Raphael-Helyett  | 17' 57        |
| 8  | Fernando Manzaneque    | Licor 43            | 18' 13        |
| 9  | Eddy Pauwels           | Wiel’s-Groene Leeuw | 19' 55        |
| 10 | Ab Geldermans          | St.Raphael-Helyett  | 20' 23        |